# 靜樂話
靜樂话指的是通行于山西省靜樂縣境内的方言。语言学分类一般归为晋语吕梁片，然而由于地处晋语并州片和吕梁片交界处，靜樂话也拥有一些并州片的特征。

## 语音

### 声母
靜樂话共有24个声母(包括零聲母)
| p  | 布本背北 | pʰ  | 盆皮爬泼 | m | 門苗馬麥 |   |          |   |           |
| pf | 豬煮裝桌 | pfʰ | 吹瘡錘戳 |   |          | f | 飛風樹法 | v | 五忘閏入  |
| t  | 等多堆毒 | tʰ  | 腿疼湯托 | n | 嫩南耐納 |   |          | l | 淚壘聾辣  |
| ts | 站針紙直 | tsʰ | 草長沉喫 |   |          | s | 四山生室 | z | 人諵①繞日 |
| tɕ | 雞醉精急 | tɕʰ | 強渠田七 | ȵ | 娘牛女捏 | ɕ | 小心歲吸 |   |           |
| k  | 狗哥鬼郭 | kʰ  | 開跪口苦 | ŋ | 襖慪餓惡 | x | 哄厚河黑 |   |           |
| ∅  | 二羊原月 |     |          |   |          |   |          |   |           |

原書記作「嚷」，誤。實爲「諵」之白讀

### 韵母
靜樂話共有31个韵母
| ɿ  | 字遲聲正 | i   | 眉泥平記 | u   | 畝肚睡淚 | y   | 舉渠穗兄 |
| ɑ̃  | 他下長張 | iɑ̃  | 加涼牆江 | uɑ̃  | 話化瓜跨 |     |          |
| ae | 開外愛來 |     |          | uae | 快壞怪乖 |     |          |
|    |          | ie  | 街茄些解 |     |          |     |          |
| ei | 非賠妹背 |     |          | uei | 對給雷靴 |     |          |
| ɑo | 飽跑到早 | iɑo | 叫橋小尿 |     |          |     |          |
| ɤɯ | 歌婆放走 | iɤɯ | 油溝喉九 | uɤ  | 坐過光火 |     |          |
| æ̃  | 南山半暖 | iæ̃  | 鹽年練見 | uæ̃  | 短官酸聯 | yæ̃  | 元全卷選 |
| ɤ̃  | 燈根升爭 | iɤ̃  | 新林驚尋 | uɤ̃  | 動困寸用 | yɤ̃  | 云兇窮榮 |
| əʔ | 十喫不服 | iəʔ | 一筆鴨壓 | uəʔ | 禿毒郭綠 | yəʔ | 月局雪足 |
| aʔ | 八蠟發抹 |     |          | uaʔ | 活刮獲闊 |     |          |

## 《靜樂方言研究》

### 一 天文
陽婆iɑ̃ 33 pʰɤɯ 33 太陽
- 陽婆窩子iɑ̃ 33 pʰɤɯ 33 vɤɯ 24 tsəʔ 4

陽婆地兒iɑ̃ 33 pʰɤɯ 33 ti: 53 被太陽照着的地方
- 陽婆圪嶗iɑ̃ 33 pʰɤɯ 33 kəʔ 212 lɑo 33 被太陽照着的避風的地方

陰涼涼iɤ̃ 24 liɑ̃ 33-53 liɑ̃ 33-314
背陰圪嶗pei 53 iɤ̃ 24 kəʔ 212 lɑo 33 太陽長期照不到的陰溼角落
- 背陰地兒pei 53 iɤ̃ 24 ti: 53

月明yəʔ 4 mi 33-53
- 月亮yəʔ 4 liɑ̃ 53
- 月明地兒yəʔ 4 mi 33-53 ti: 53 能被月光照着的地方
- 月明畔子上yəʔ 4 mi 33-53 pæ̃ 53 tsəʔ 4 sɑ̃ 53

星宿
明星
天河
掃帚星
雲
- 雲彩

天牛星
織女星
風
刮風
- 起風

黃風
大風
小風
旋風
嗆臉風
順風
早燒
晚燒
風定哩
- 風停哩

龍抓
- 午雷抓

打閃
- 閃電

圪屑
瓢潑大雨
不淋
小雨
- 毛毛雨

連陰雨
忽溜雨
啞雨
下雨嘞
下嘞
雨點子
淋雨哩
雨拍哩
雨停哩
不下哩
下雪
雪圪糝
雪圪彈
鵝毛雪
雪化哩
上了凍哩
冬亮
冬亮消哩
呵雪
溜溜圪蹦
冷彈子
露水
起了霧哩
虹
天气
好天
賴天
晴天
變了天哩
陰寒天
麻陰陰天
晴開哩
晴刮刮地
天旱
澇嘞
水淹哩
陽婆采月明
月明采陽婆

### 二 地理
坪地
圪塘地
二陰地
洼地
鹽鹼地
旱地
荒地
河灘地
平川
坡地
地圪棱
- 地畔子

空地
水道
瓜地
圪梁
澇眼
水泛盋
圪洼
圪洞
山頂
腦畔
- 腦頭起

厓
半山腰
山坡
山圪崩
山圪嶗
山㞘子根底
山底下
山根底
壩
山圪梁上
地動
河邊子
河畔
河渠子
河灘
發大水
屈溝水
長流水
控山水
冒泉水
頭水
水圪洞
水池子
河撈沙
泉子水
泉眼
旱井
一眼井
井繩
扯水
水桶
擔水
轆轆①
礦
石頭
土龍骨
黑骨石
青骨石
浪家石
矸子泥
沙石
□粉
紅精石
二圪捏子土
瑪砑②石
河卵石
沙
- 沙

墼
泥网子
轉頭
磚坯子
轉頭疙瘩
和泥
和稀泥
甜泥
圪渣泥
土圪堆
土坷垃
塵土
- 灰塵

踩石
石灰
煙煤
洋灰
涼水
熱水
溫水
溫禿子水
滾水
白水
漏鍋水
熬鍋水
气呵水
泔水
煤
- 石炭
- 黑炭

炭
- 炭疙瘩

煤面子
- 文煤

燣③炭
紅燣③炭
石結
灰
- 灰渣

煤油
豆油
麻油
生火
火著
著火
吸鐵石
白鐵
生鐵
馬口鐵
水銀
玉
玉石
硫磺
地方
城兒
城墻
護城河
廟
- 寺廟

姑子廟
村兒
園子
菜蔬
圪啦④
路
走路
大路
爬坡路
捷徑
卡子
墳地
塋兒
墓子
老家

### 三 時令 時間
時候
今年
年時兒
前年
先①年前
明年
後年
外後年
前幾年
今日
明日
後日
大後日
緊外後日
老外後日
夜日
前日
先①前日
老先①前日
當早
清明當早
半前晌
- 前晌

晌午
小晌午
老晌午
後晌
- 後半晌

白日兒
擦黑將來
黃昏
擦黑
黑夜
黑哩
人定
前半夜
半夜
半夜三更
黑燈瞎火
一黑夜
甚時候
天每
成天
成年
每年
年年
年除
年除下
年根子上
年前
年後
前半年
後半年
常年
十來年
多少年
春起
夏日
秋後
冬日
這一月
兀一月
一兀月
兩箇月
一兩月
十來外月
好幾日
以前
以後
這一會兒
- 這一气起
- 這一陣陣

兀一會兒
- 兀一气起
- 兀一陣陣

前半月
後半月
正月兒
臘月兒
閏月
五黃六月
十冬臘月
大盡
小盡
禮拜
禮拜一
三伏日
- 三伏天

陰曆年
大年初一
守歲數
破五
正月十五
臘八
臘八粥
- 餾米飯

頭伏日
二伏日
三伏日
數九
年景
遭年成
打春
寒節
穀雨
霜降
立冬
五月端午
粽子
十眼月
過冬
七月七
八月十五
月餅
臘月二十三
竈馬爺爺
皇曆

### 四 農事
場兒
欠杆
裏脖子
繩索
碌碡
碾轂轆
叉子
掃帚
木鍁
陸勾
籠頭
抓糞
糞圪嘟
糞坷老
耕地
糞圪洞
耩①糞
掏糞
攢糞
上糞
和茅子
大車
馬車
平車
車子
套車
裝車
卸車
轅杆
車轂輪
輻絲兒
籠嘴兒
揞眼
釘掌子
車籠嘴兒
犁
犁把
犁鏵
耙兒
耬
麥茬
鋤地
割麥子
打場兒
揚場
橛子
- 縻橛

屯子
收秋
風車
碾子
碾杆
碾心
臥牛子
石碾子
磨
磨扇
磨盤
磨不臍
磨窟眼子
磨齒
磨道兒
磨窟連
鐝子
洋鎬
鐵鍁
鋤
鋤腦
鋤把
鋤刃片
大鋤
小鋤
鋤草
鋤豆子
拔穀苗
耬穀兒
切草刀
切草
鐮
鐮腦
鐮把
信鐮
褲鐮
斧子
錛子
推刨兒
簸箕
懶籮
耬頭
笸籃
- 笸籃子

擔杖
擔擔子
掃帚
毛撣子
刷子
木橛子
卯頭
鉅兒
鑿兒
墨斗子
韛兒
門圪穗兒
老抓圪穗子
洋釘子
- 鐵釘子
- 釘子

鞭子
鞭杆
合葉兒
鉗子
鑷子
錘子
繩子
活疙瘩
死疙瘩
豬蹄扣

### 五 植物
莊稼
糧食
五穀雜糧
麥子
麥穗兒
麥稭子
麥□
蕎麥
蕎麥皮
蕎麥稙子
莜麥
莜麥毛
莜麪
柳生莜麥
穀兒
秕穀兒
穀籮頭
乾草
穀脖子
米
穀米
飛糠
玉茭子
狗尾巴草
䵚黍
䵚黍棒棒
糜子
糜瓤
黃米
黍子
軟米
斗子
黃豆
大豆
綠豆
豌豆
小豆
滾豆
紅豆
豆角角
毛豆兒
扁豆
豇豆兒
山藥
洋山藥
山藥蔓子
茄子
黃瓜
菜瓜
西瓜
金瓜
雲瓜
南瓜
西葫蘆兒
葫蘆
西紅柿
- 西番柿

辣椒仔
芹菜
- 芹子

青菜
油菜
菜籽
黃芥子
蔓菁
白菜
筒子白
包頭白
蒜
蒜苗兒
蒜薹
蔥頭
蔥兒
蔥葉子
蔥白
韭菜
韭菜花兒
薑
- 鮮薑

茴子白
芫荽
- 香菜

蘿蔔
胡蘿蔔
白蘿蔔
芥子
苤藍
灰藋
獨掃
小蒜
雜蔓
苦苣
甜苣
燕燕衣
龍須
层芽
刺蓬
羊羊蒿
青菅
茉根根
刺青
莎蓬
豬耳朵
葵花
大麻子
冰麻
小麻子
胡麻
麻繩繩
樹林子
樹苗
樹圪枝
樹梢子
樹根
樹葉兒
樹皮
樹圪樁
木頭
- 木料
- 木石

模板
木圪欖
- 圪欖

跌樹
花花草草
花圪都
花瓣兒
花心
澆花兒
種花兒
- 栽花兒

捾草
果樹
果子
松樹
松木
柏樹
椿樹
榆樹
榆錢錢
榆皮
榆皮麪
棗樹
棗兒
棗榾子
酸棗兒
黑棗兒
桑葚
楊樹
柳樹
槐樹
桃兒樹
杏樹
李子樹
梨兒樹
櫻桃
柿餅子
石榴兒
句子
木瓜
核桃
瓤子
瓜子
敤瓜子
打瓜
甜瓜
竹子
蘋果
牡丹
玫瑰
簡簡
月季
海棠
迎春花兒
菊花兒
梅花兒
老來少
夜來香
蘭花兒
嵌指甲花兒
茉莉花兒
杜鵑
萬年青
仙人掌
苜蓿
馬尾子
艾
蘑菇
狗尿蘑菇
雲盤
馬薺薺
頂土
馬尿泡
棘針
醋溜
柴柱柱茇
山榆茇兒
鐵杆蒿
黃金葉
暖木條
山桃兒
桃蘭蘭
菜茇
蘄春
洋槐樹

### 六 動物
牲口
公馬
騍馬
馬駒子
犍牛
犢焉牛
母牛
- 兕牛

牛犢子
牛角兒
驢
叫驢
- 公驢

騸驢
母驢
驢駒子
騾子
- 騍騾子

驢騾
馬騾
駱駝
綿羊
山羊
羯子
圪羝①
臊狐
公羊
母羊
羊羔子
棧羊
狗
兒狗
母狗
狗娃兒
板凳狗
狼狗
獅子狗
哈巴狗
貓兒
貓娃兒
狸貓
兒貓
- 公貓

母貓
孃貓
公豬
角豬子
母豬
婆豬
豬娃子
豬鬃
尾巴
雞兒
公雞
草雞
- 母雞

帽帽雞兒
雙冠子雞兒
單冠子雞兒
下蛋
菢雞娃子
落窩草雞
雞娃子
- 雞娃兒

雞冠子
雞爪子
鴨子
鵝
獅子
老虎
狼
狐子
猴兒
人熊
貒子
地狗子
豹子
- 土豹子

黃鼬
兔兒
老鼠
瞎老
圪𪕌②
沙沙
蛇
蛇絲
爪子
翅膀
脯子
嘴(咀)
黑咾哇
鶚鷽③子
雀兒
白下顎
灰鶨④兒
黑鶨④兒
河雞雞
燕子
- 燕兒

雁
木鴿
錛樹蟲
憗⑤虎
八哥兒
禿鴰子
餓老鴟
花鴇⑦
鷂子
石雞
野雞
半鴟
黃鸝鸝
夜蟞蜉⑧
大鵴兒⑨
黑兆鵰
蠶
蛛蛛
螞蟞蜉⑧
花蛾蛾
葫蘆蛾蛾
鬼蛾
打燈蛾蛾
生蟲蛾
曲蟺
螻蛄
蚰蜒
□蹤
扁擔
核桃蟲
黑蟺
叫蚱蚱
- 黑叫驢

打碗牛牛
屎爬牛
寒猴蟲
臊毒子
磕頭牛牛
牛牛
- 圪蟲

毛扎扎
蠍子
螫人
殺米蟲
蛆兒
蠅子
茅蜂兒
綠蠅
蠅蚊子
（蚊子）咬人
虱子
壁虱
壁虱婆
狗蠅
圪蚤
送飯牛牛
螞蚱
蜂窩
調驢蜂兒
地皇蜂兒
□害蟲
燈蛾蛾
明牛牛
駱虎牛牛
山藥牛牛
紅豆牛牛
夏至牛牛
鹹菜牛牛
魚兒
蝦米
龜
蛤蟆
虼蚪兒
疥毒
水螞蚱
擔水老漢漢